# Skullmonkeys
Skullmonkeys (рус. Черепомартышки) — видеоигра в жанре платформера с двухмерной графикой, вышедшая на игровой консоли PlayStation в 1998 году. Является продолжением игры The Neverhood.

## Игровой процесс
Игра состоит из большого количества уровней, некоторые из которых заканчиваются битвой с «боссом». В игре присутствует огромное количество бонусов. Также есть сюжетные видеоролики, выполненные с классическим для серии юмором.

### Бонусы
Кусок пластилина — сбор таких ста штук равняется одной жизни, такой элемент встречался во множестве платформеров.
Синяя спираль — сбор трёх таких на этапе позволяет попасть на бонус.
Голова Вилли — с её помощью можно собрать все бонусы на экране.

## Сюжет
Главный злодей, Клогг (англ. Klogg), по сюжету первой игры был изгнан из страны Neverhood, и, летя в космосе, падает на планету Идзнак (англ. Idznak). Попав туда и убив их вожака, он решает захватить власть над населением планеты — теми самыми Skullmonkeys — с целью построить машину смерти (Evil Engine №9) и уничтожить страну Neverhood. Однако обезьяна по имени Джерри-о не подчинился Клоггманки и посылает летающий передатчик Клэймену (англ. Klaymen), герою первой игры, который в этой самой стране находился. Передатчик хватает Клэймена и переносит на Идзнак. Попав на другую планету, Клэймен не имеет права расслабляться, поскольку местное население относится к протагонисту враждебно. Через некоторое время Клэймен получает сообщение от того примата, который решил не мириться с ситуацией; в послании он изъясняет, что произошло, записку он привязал к картофелине, которая, по его словам, Клэймену пригодится. Герою придётся остановить Клогга.

## Разработка и выход игры
В первой части персонажи и окружение в игре выполнены из пластилина, заснятого с помощью камеры, то есть в технике пластилиновой анимации. Однако, эта игра отличается от первой. При создании первой игры, как следует из ролика, включенного в диск с ней, было использовано огромное количество пластилина, деревянных и металлических конструкций, из которых создавались инсталляции. В процессе создания которых было затрачено много трудов и больших денег, из-за чего было решено использовать специальную компьютерную графическую технологию. Главный дизайнер игры Тен-Нэйпел, Дуглас , музыку написал Терри Скотт Тейлор. Саундтрек The Neverhood, Skullmonkeys и следующей игры студии, BoomBots был выпущен в одном альбоме на 2 CD — «Imaginarium».

## Оценки и мнения
Skullmonkeys была в основном положительно оценена критиками, получив средний балл в 80,25 % и 77/100 на сайтах GameRankings и MobyGames соответственно.